# سالگرد
سالگرد، مراسم یادبود و جشنی است که در سالروز برگزار شود. در واقع به یادبود یا جشنی که در روزی از سال برگزار شود که نخستین رویداد در گذشته در همان روز از سال رخ داده، سالگرد می‌گویند.
برای مثال، اگر اولین رویداد، نخستین وقوع، یا افتتاح یک رویداد باشد، یک سال بعد اولین سالگرد آن رویداد خواهد بود؛ و به همین ترتیب دو سال بعد دومین سالگرد آن رویداد خواهد بود. به یادبود یا جشن در ماه‌روز، ماه‌گرد می‌گویند. به سالگرد مرگ شخصی سالمرگ می‌گویند.

## سالگرد ازدواج
به گذشت هر سال از ازدواج عروس و داماد سالگرد ازدواج می‌گویند. برای مثال اگر جشن عروسی یک زوجین اول اردیبهشت ۹۴ باشد، اول اردیبهشت سال ۹۵ اولین سالگرد ازدواج این دو نفر خواهد بود.